# 右江道
右江道，清朝设置的道，属于广西省。
康熙十三年（1674年）设右江道，驻柳州府，下辖柳州府、庆远府、思恩府。康熙二十一年（1682年）裁撤，康熙二十二年（1683年）复设分巡右江道。雍正三年（1725年），增宾州。雍正四年（1726年），为按察使司副使衔。雍正五年（1727年），增西隆州、泗城府。雍正七年（1729年），增镇安府。雍正十年（1732年），镇安府属左江道，乾隆九年（1744年），泗城府属左江道，左江道浔州府来属。乾隆三十二年（1767年），加兵备衔。光绪二年（1876年），增百色厅。光绪四年（1878年），百色厅属左江道。民国改为柳江道。